# Початок координат

Початок координат декартової системи має координати (0,0). Координати інших точок визначаються відносно початку координат.

Початок координат  — точка, де осі системи координат перетинаються. Початок координат поділяє кожну вісь системи на дві половини: позитивну та від'ємну.
У початку координат, за визначенням, всі координати дорівнюють нулю. Так, наприклад, в двовимірній системі координат (0,0) та в трьохвимірній (0,0,0). Положення кожної іншої точки простору визначається відносно початку координат.